# Hội nghị Hồi giáo Đức

Huy hiệu Deutsche Islamkonferenz

Hội nghị Hồi giáo Đức (Deutsche Islamkonferenz) (DIK) được thành lập để tạo ra cuộc đối thoại lâu dài giữa nhà nước Đức và những người Hồi giáo sống ở Đức, được khởi xướng bởi cựu bộ trưởng Bộ Nội vụ Wolfgang Schäuble. Theo như bộ này, mục đích của hội nghị là để người Hồi giáo có thể hội nhập tốt hơn trong phương diện tôn giáo và xã hội, để mọi người ở Đức, có một quan hệ tốt đẹp với nhau bất kể họ theo đạo giáo nào.
Cuộc họp mặt đầu tiên xảy ra vào ngày 27 tháng 9 năm 2006 tại lâu đài Charlottenburg (Berlin). Kết quả của hội nghị là việc thành lập Hội đồng liên lạc người Hồi giáo.
Những người kế nhiệm Schäuble trong chức vụ bộ trưởng Bộ Nội vụ, bộ trưởng Thomas de Maizière và Hans-Peter Friedrich, đã tiếp tục tổ chức những Hội nghị Hồi giáo Đức. Cuộc họp mặt đầu tiên trong giai đoạn 2 xảy ra ngày 17 tháng 5 năm 2010, lần thứ 2 ngày 29 tháng 3 năm 2011, kế tiếp là ngày 19 tháng 4 năm 2012 và ngày 7 tháng 5 năm 2013.